# Курудере (вилает Лозенград)
Курудере (на турски: Kurudere) или Кору дере е село в Източна Тракия, Турция, Околия Бунархисар, Вилает Лозенград (Къркларели).

## География
Курудере се намира в южното подножие на Странджа източно от вилаетския център Лозенград (Къркларели) и северозападно от Бунархисар.

## История
Според османски документи, в края на XVII век жителите на Кору дере са принудени да напуснат селото си вследствие на притесненията на самоволно настанили се в селото юруци.
В XIX век Курудере е предимно българско село в Бунархисарска кааза в Одринския вилает на Османската империя. Според „Етнография на вилаетите Адрианопол, Монастир и Салоника“, издадена в Константинопол в 1878 година и отразяваща статистиката на населението от 1873 година, Курандере (Courandere) има 120 домакинства и 514 жители българи.
В 1899 година бунархисарският учител Христо Настев с помощта на куредеренците Костадин Н. Кехайов, Атанас Кехайов и Жельо Стаматоглу основава в селото комитет на ВМОРО.
Според статистиката на професор Любомир Милетич в 1912 година в Курудере живеят 100 български екзархийски семейства и 45 гръцки и гъркомански.
При избухването на Балканската война в 1912 година 32 души от Курудере са доброволци в Македоно-одринското опълчение.
Българското население на Курудере се изселва след Междусъюзническата война в 1913 година. От тях 43 семейства (160 души) се заселват в Бургаска околия, 4 семейства в Айтоска, 13 семейства (63 души) в Анхиялска и 8 семейства (28 души) във Варненска околия.

## Личности
Родени в Курудере
- Георги Димов, деец на ВМОРО, четник на Михаил Даев[7]
- Иван Николов-Комитата (1870 – след 1943), деец на ВМОРО
- Михаил Стоянов Георгиев (1881[8] - ?), македоно-одрински опълченец, зачислен в XI Серска дружина, 4-та рота, 2-и взвод, на 29 март 1943 година подава молба за българска народна пенсия, която е одобрена и пенсията е отпусната от Министерския съвет на Царство България[9]
- Полимен Тодоров, 28-годишен, овчар, македоно-одрински опълченец, 3 рота на 11 серска дружина, носител на орден „Св. Александър“ IV степен[10]
- Станчо Димов (1875/1876 – ?), македоно-одрински опълченец, родом от Курудере, Лозенградско, жител на Бейджи оглу, Огнестрелен парк на МОО[11]

Свързани
- Христо Старшията, български революционер на ВМОРО, родом от Стара Загора. През юли 1903 година влиза в Бунархисарско с четата на Димитър Ташев. През Илинденско-Преображенското въстание Христо е войвода на смъртната дружина от Курудере[12][13]